# گهرسنجاقک سرخ دم‌آبی
گهرسنجاقک سرخ دم‌آبی (نام علمی: Chlorocypha curta) گونه‌ای از سنجاقک‌ها از خانواده گهرسنجاقکان (Chlorocyphidae) است که در بورکینافاسو، کامرون، جمهوری آفریقای مرکزی، ساحل عاج، گینه استوایی، غنا، گینه، کنیا، لیبریا، نیجریه، سیرالئون، سودان، توگو و اوگاندا یافت می‌شود. زیستگاه‌های طبیعی آن جنگل‌ها و رودخانه‌های جلگه‌ای نمناک نیمه‌گرمسیری یا گرمسیری است.